# Печенізька мова
Печенізька мова — мертва тюркська мова, якою розмовляли печеніги на півдні України і на Балканах. Останній мовець помер приблизно в XII-XIII століттях.
Класифікація печенізької мови усередині тюркських мов ускладнена крайньою мізерністю мовного матеріалу, що залишився від нього. На основі непрямих даних (згадка Махмуда Кашгарі і Рашида ад-Діна про приналежність печенігів до племінного об'єднання огузів) відмічає схожі риси печенізької мови й мов булгар і сувар: скорочення кінця слова (втрата g); наявність z в середині й кінці слова замість d і j інших тюркських діалектів; наявність дієприкметника на -asy, припускаючи навіть, що він частково ліг в основу гагаузької мови.
Водночас деякі вважають печенігів частиною кипчацького племінного союзу (і деякі мовні особливості це підтверджують, а саме: зміна g>j>0 й g>w в середині й кінці складу; зміна а>ä під дією наступних j й č; звуження ä>e й e>í в першому складі; невизначеність розподілу губних голосних в першому складі) і тому відносять їх мову до кипчацьких.